# Davenescourt
Davenescourt [davnɛskuʁ] est une commune française située dans le département de la Somme, en région Hauts-de-France. Elle fait partie de la Communauté de communes du Grand Roye

## Géographie

### Localisation
Davenescourt est un village picard de l'Amiénois et de la région naturelle du Santerre.
À vol d'oiseau, la localité est située à 7 km au nord de Montdidier, 10 km au sud-est de Moreuil, 14 km à l'ouest de Roye, 30 km au sud-est d'Amiens, 36 km au nord-ouest de Compiègne et à 47 km au nord-est de Beauvais.
Le territoire de la commune est limitrophe de ceux de six communes.
Les communes limitrophes sont  Arvillers, Becquigny, Boussicourt, Fignières, Hangest-en-Santerre et Trois-Rivières.

### Sol, sous-sol, hydrographie, relief
Le sol communal remonterait à l'époque de la formation du Bassin parisien : le crétacé supérieur.
Le village s'est installé sur le flanc d'un coteau qui descend jusqu'à la vallée de l'Avre. La nappe d'eau stagnant dans les marais alimente les puits du village, de faible profondeur. Trois sources sont répertoriées à la fin du XIXe siècle : la fontaine Vallière, la fontaine du Pas et la fontaine des Coquins.

### Hydrographie

#### Réseau hydrographique
La commune est située dans le bassin Artois-Picardie. Elle est drainée par.
L'Avre, d'une longueur de 66 km, prend sa source dans la commune de Amy, à 81 m d'altitude, et se jette  dans la Somme à Longueau, à 24 m d'altitude, après avoir traversé 31 communes.

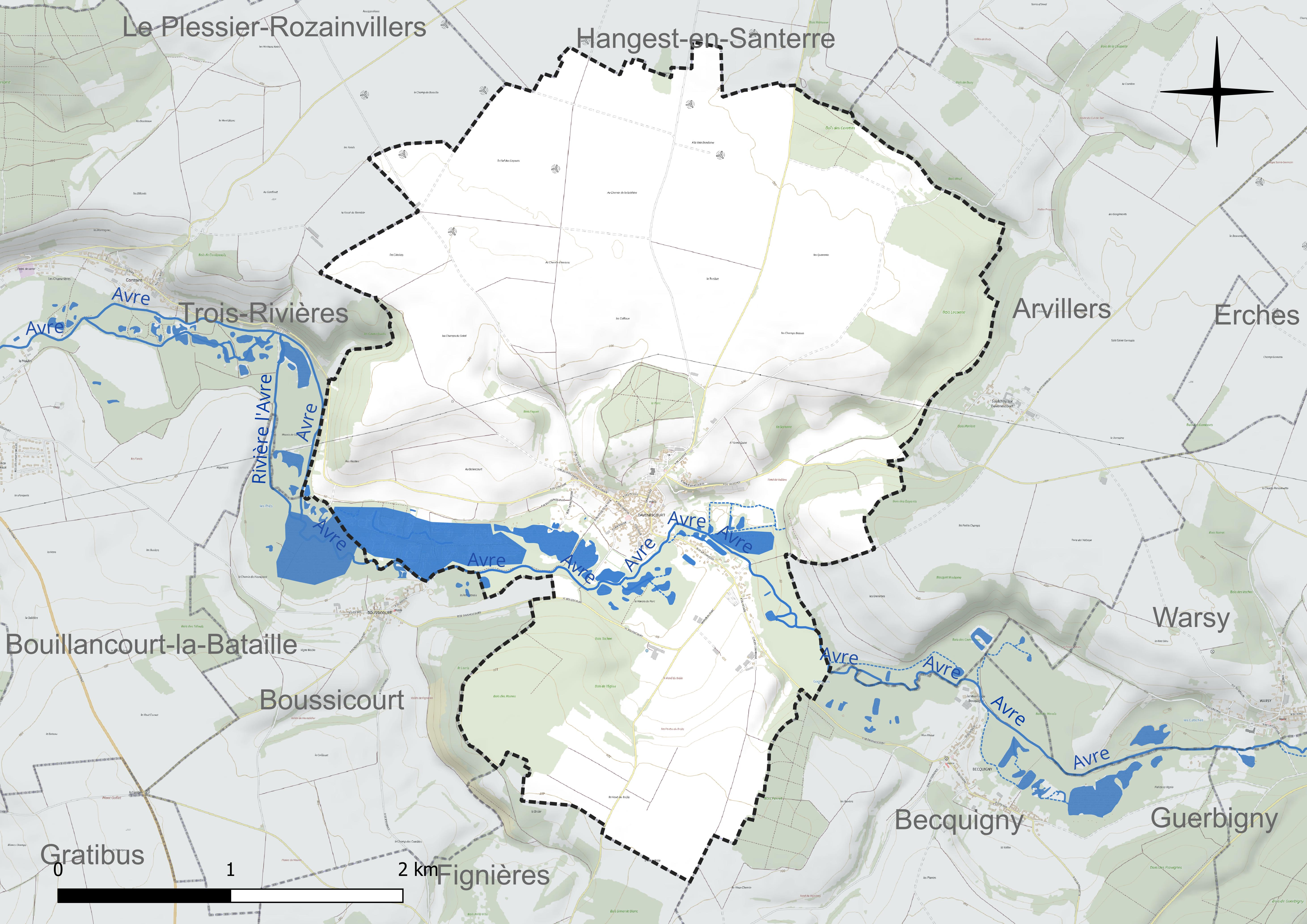
Réseau hydrographique de Davenescourt.

#### Gestion et qualité des eaux
Le territoire communal est couvert par le schéma d'aménagement et de gestion des eaux (SAGE) « Somme aval et Cours d'eau côtiers ». Ce document de planification concerne un territoire de 1 835 km2 de superficie, délimité par le bassin versant de la Somme canalisée. Le périmètre a été arrêté le 29 avril 2010 et le SAGE proprement dit a été approuvé le 6 août 2019. La structure porteuse de l'élaboration et de la mise en œuvre est le syndicat mixte d'aménagement hydraulique du bassin versant de la Somme (AMEVA).
La qualité des cours d'eau peut être consultée sur un site dédié géré par les agences de l'eau et l'Agence française pour la biodiversité.

### Climat
Pour des articles plus généraux, voir Climat des Hauts-de-France et Climat de la Somme.
En 2010, le climat de la commune est de type climat océanique dégradé des plaines du Centre et du Nord, selon une étude du CNRS s'appuyant sur une série de données couvrant la période 1971-2000. En 2020, Météo-France publie une typologie des climats de la France métropolitaine dans laquelle la commune est exposée à un climat océanique et est dans la région climatique Nord-est du bassin Parisien, caractérisée par un ensoleillement médiocre, une pluviométrie moyenne régulièrement répartie au cours de l'année et un hiver froid (3 °C).
Pour la période 1971-2000, la température annuelle moyenne est de 10,5 °C, avec une amplitude thermique annuelle de 14,3 °C. Le cumul annuel moyen de précipitations est de 676 mm, avec 11,2 jours de précipitations en janvier et 8,3 jours en juillet. Pour la période 1991-2020, la température moyenne annuelle observée sur la station météorologique la plus proche, située sur la commune de Rouvroy-en-Santerre à 11 km à vol d'oiseau, est de 10,8 °C et le cumul annuel moyen de précipitations est de 635,8 mm,. Pour l'avenir, les paramètres climatiques de la commune estimés pour 2050 selon différents scénarios d'émission de gaz à effet de serre sont consultables sur un site dédié publié par Météo-France en novembre 2022.

## Urbanisme

### Typologie
Au 1er janvier 2024, Davenescourt est catégorisée commune rurale à habitat dispersé, selon la nouvelle grille communale de densité à sept niveaux définie par l'Insee en 2022.
Elle est située hors unité urbaine et hors attraction des villes,.

### Occupation des sols
L'occupation des sols de la commune, telle qu'elle ressort de la base de données européenne d'occupation biophysique des sols Corine Land Cover (CLC), est marquée par l'importance des territoires agricoles (70 % en 2018), une proportion sensiblement équivalente à celle de 1990 (70,2 %). La répartition détaillée en 2018 est la suivante : 
terres arables (65,6 %), forêts (19 %), zones urbanisées (5,7 %), eaux continentales (5,2 %), zones agricoles hétérogènes (4,5 %). L'évolution de l'occupation des sols de la commune et de ses infrastructures peut être observée sur les différentes représentations cartographiques du territoire : la carte de Cassini (XVIIIe siècle), la carte d'état-major (1820-1866) et les cartes ou photos aériennes de l'IGN pour la période actuelle (1950 à aujourd'hui).

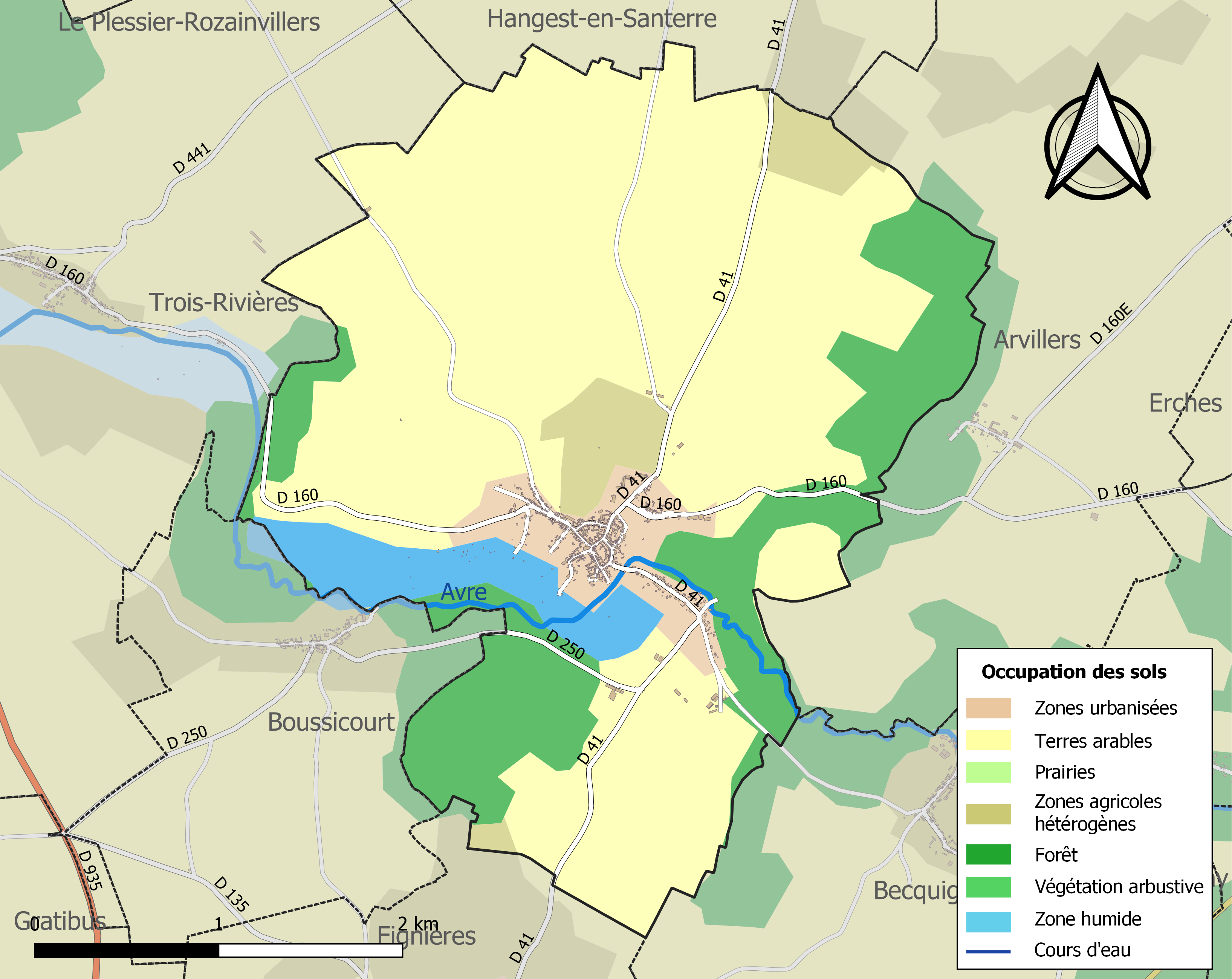
Carte des infrastructures et de l'occupation des sols de la commune en 2018 (CLC).

### Voies de communication et transports
La localité est desservie par les autocars du réseau inter-urbain Trans'80, Hauts-de-France (ligne no 45, Moreuil -  Montdidier et ligne no 60, Davenescourt - Moreuil - Amiens.

## Toponymie
Le nom du village ne subit guère de variations au cours des siècles : Avenescuria ; Davenescourt en 1118 ; Davenescort en 1141 ; Davenoiscort en 1162 ; Avenescourt en 1184 ; Davenaiscort en 1198 ; Avenis curtis en 1202 ; Davenescurt en 1206 ; Daveniscurt en 1217 ; Davenoiscourt en 1301 ; Avesnecourt en 1387 ; Davencourt en 1411 ; Danencourt en 1425 ; Davenencourt en 1589 ; Daves en 1710 ; Davenecourt en 1733 ; Davesnecourt en 1753 ; Divinecourt en 1787.
Le sens retenu serait lieu cultivé d'avoine : de avena (avoine) et curtis, lieu, domaine.

## Histoire

### Préhistoire
Les ancêtres préhistoriques ont laissé des outils de silex sur le territoire.

### Moyen Âge
Gode des Préaux, qui fut dame de Davenescourt en fonda le prieuré. Elle épousa Jean II de Hangest, seigneur d'Hangest en 1191. Cette fondation fut confirmée par Garin, évêque d'Amiens en 1134 et approuvée par le pape Innocent II en 1136. Le prieur avait haute, moyenne et basse justice. Le prieuré Notre-Dame était affilié à l'ordre de Cluny (bénédictins) et dépendait du prieuré de Lihons-en-Santerre. Six religieux vivaient dans le prieuré.
En 1195, le roi Philippe-Auguste fait démolir le château qui datait du Xe siècle.
Sous Louis IX, le château est reconstruit.
En 1318, c'est Philippe le Long qui s'empare de la demeure seigneuriale.
En 1347, lors d'un campement établi dans le village, le roi de France Philippe VI de Valois écrit à la reine une lettre qui a été conservée.
Des pillards au service du duc de Bourgogne, en provenance du Boulonnais, mettent le feu au village en 1417.

### Époque moderne
Selon le père Daire, il n'y avait plus au XVIe siècle dans le prieuré que trois religieux et un prieur-curé. Vers 1590, les religieux abandonnèrent le prieuré.
Sur l'ordre du gouverneur de Montdidier, le château fut détruit en 1592.
Les Espagnols mirent le feu à 55 maisons du village en 1653.
Imputées à la présence des marais, des épidémies de choléra émaillèrent l'histoire locale.

### Époque contemporaine
La dame La Myre, comtesse Philipinne de la Myre, exerçant le pouvoir seigneurial en 1791, fit l'objet de plaintes relatives à sa gestion, de la part de la population locale, épaulée par Gracchus Babeuf.
En 1793, on partagea les biens seigneuriaux qui furent attribués à 163 ménages et 678 individus à raison de 21 verges et demi chacun.
Au XIXe siècle, l'extraction de la tourbe augmenta les surfaces en eau dans les marais.
Le village fut très endommagé en 1967 à la suite d'une tornade de force EF3.

## Politique et administration
| Période                                  | Période                   | Identité                         | Étiquette | Qualité                        |
| ---------------------------------------- | ------------------------- | -------------------------------- | --------- | ------------------------------ |
| Les données manquantes sont à compléter. |                           |                                  |           |                                |
| avant 1981                               |                           | Augustin de Villeneuve-Bargemont |           |                                |
| Les données manquantes sont à compléter. |                           |                                  |           |                                |
| juin 1995                                | En cours (au 27 mai 2020) | Jean-Claude Pradeilhes           | NC        | Réélu pour le mandat 2020-2026 |

## Population et société

### Démographie
L'évolution du nombre d'habitants est connue à travers les recensements de la population effectués dans la commune depuis 1793. Pour les communes de moins de 10 000 habitants, une enquête de recensement portant sur toute la population est réalisée tous les cinq ans, les populations de référence des années intermédiaires étant quant à elles estimées par interpolation ou extrapolation. Pour la commune, le premier recensement exhaustif entrant dans le cadre du nouveau dispositif a été réalisé en 2006.

En 2022, la commune comptait 548 habitants, en évolution de −2,49 % par rapport à 2016 (Somme : −1,26 %, France hors Mayotte : +2,11 %).
| 1793 | 1800 | 1806 | 1821 | 1831 | 1836 | 1841 | 1846 | 1851 |
| ---- | ---- | ---- | ---- | ---- | ---- | ---- | ---- | ---- |
| 652  | 499  | 622  | 835  | 890  | 867  | 929  | 969  | 843  |

| 1856 | 1861 | 1866 | 1872 | 1876 | 1881 | 1886 | 1891 | 1896 |
| ---- | ---- | ---- | ---- | ---- | ---- | ---- | ---- | ---- |
| 871  | 889  | 846  | 810  | 795  | 795  | 770  | 750  | 684  |

| 1901 | 1906 | 1911 | 1921 | 1926 | 1931 | 1936 | 1946 | 1954 |
| ---- | ---- | ---- | ---- | ---- | ---- | ---- | ---- | ---- |
| 696  | 666  | 653  | 572  | 646  | 548  | 556  | 526  | 498  |

| 1962 | 1968 | 1975 | 1982 | 1990 | 1999 | 2006 | 2011 | 2016 |
| ---- | ---- | ---- | ---- | ---- | ---- | ---- | ---- | ---- |
| 457  | 415  | 364  | 334  | 329  | 469  | 497  | 515  | 562  |

| 2021 | 2022 | - | - | - | - | - | - | - |
| ---- | ---- | - | - | - | - | - | - | - |
| 557  | 548  | - | - | - | - | - | - | - |

### Enseignement
Les communes de Guerbigny et Davenescourt gèrent l'enseignement primaire au sein d'un regroupement pédagogique intercommunal.

## Culture locale et patrimoine

### Lieux et monuments
- Château de Davenescourt. Commencé à la fin du XVIIIe siècle et achevé dans les premières années du XIXe siècle, il est construit tout en pierre sur un plan en U. Légèrement endommagé pendant la Première Guerre mondiale, il fut ensuite restauré. Il est classé Monument historique depuis 1977.

- Église Saint-Martin de Davenescourt : classée Monument historique depuis 1920.

- Chapelle castrale Saint-Maur. Elle fut fondée et dotée en 1229, mais construite en 1327 au lieu-dit le Fer à cheval. Reconstruite en 1762 près du château, c'est la chapelle funéraire de la famille de la Myre. Elle abrite des reliques de saints[29].

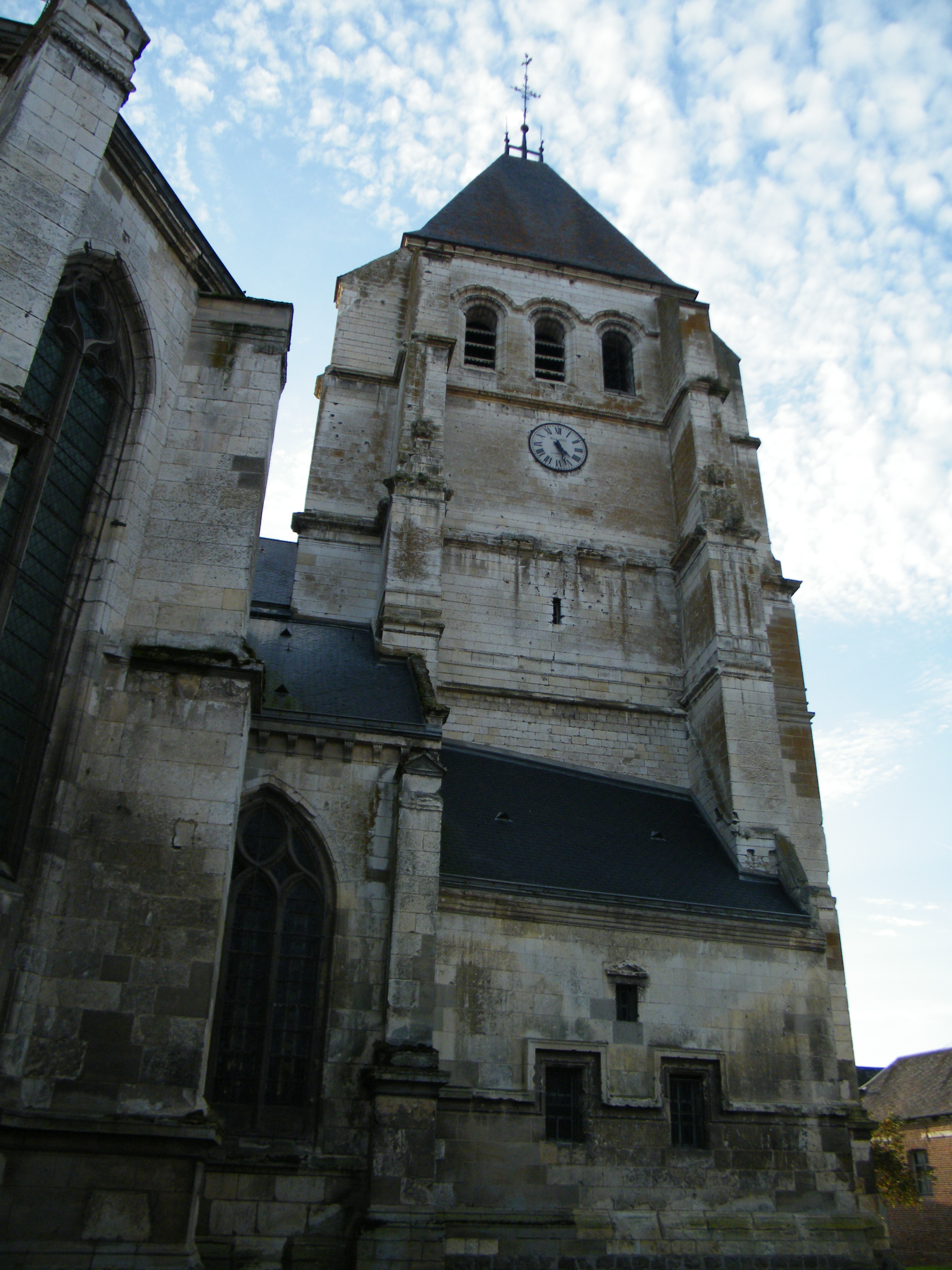
Saint-Martin.
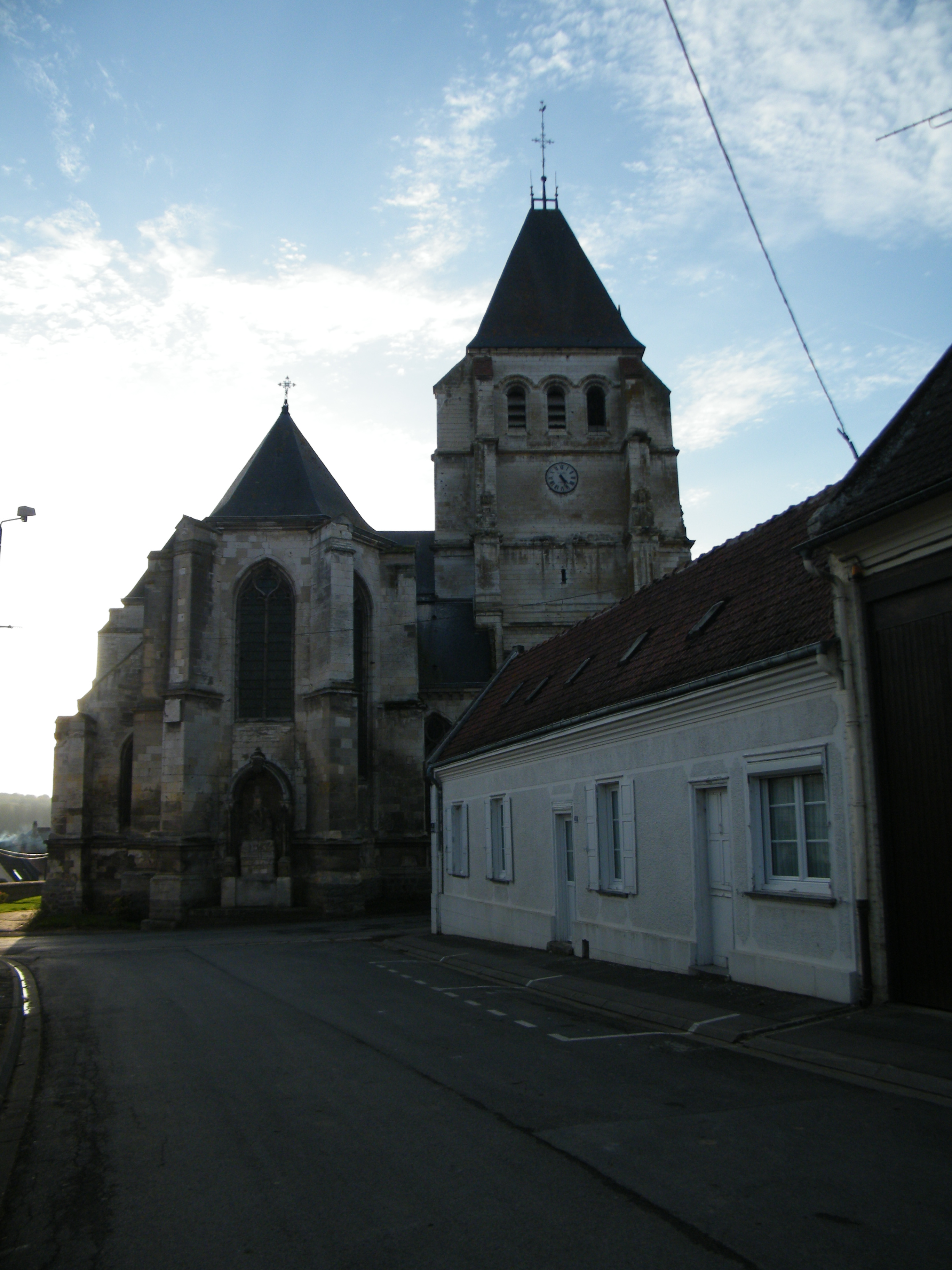
Autre vue de l'église.
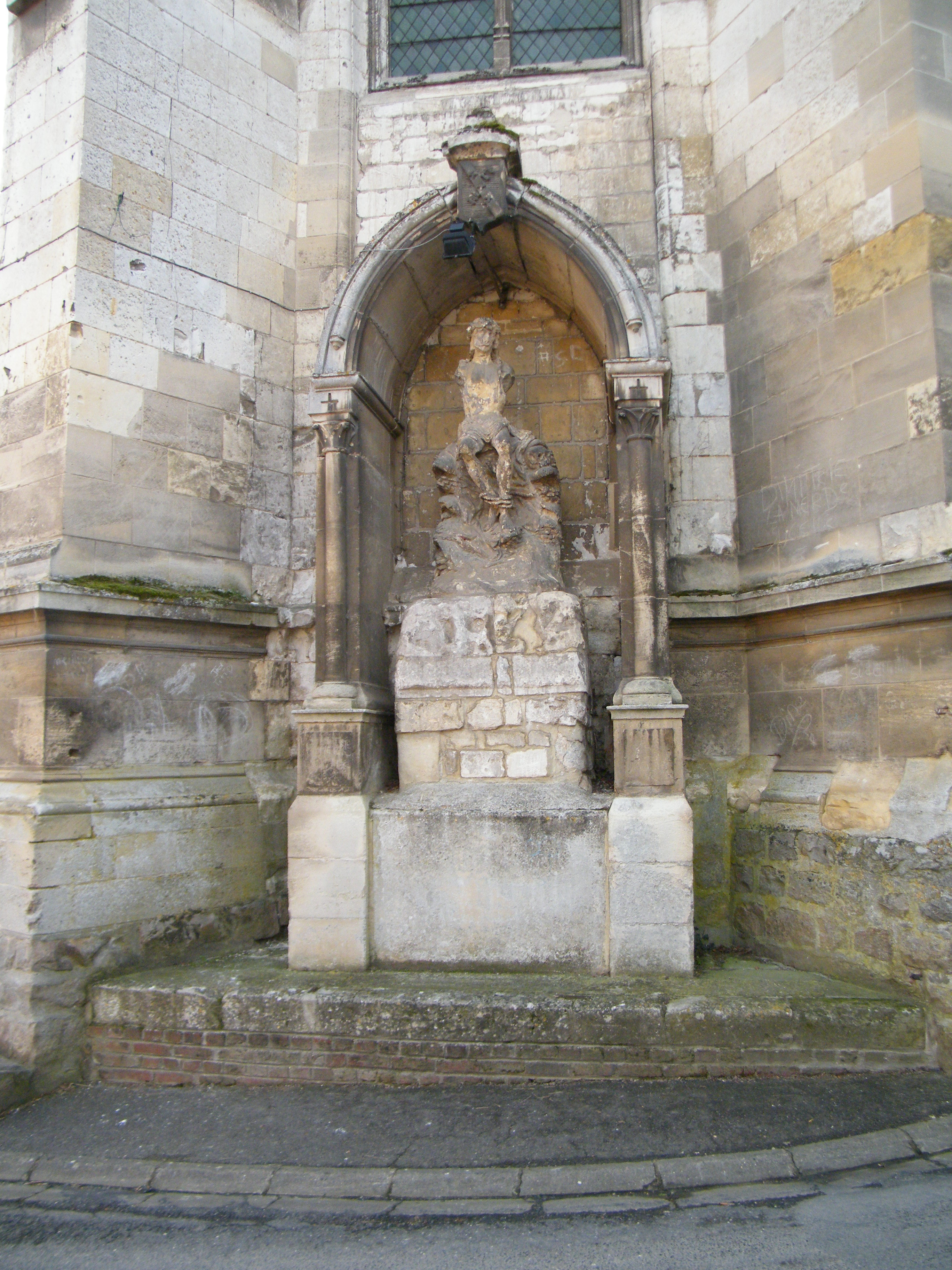
Détail de Saint-Martin.
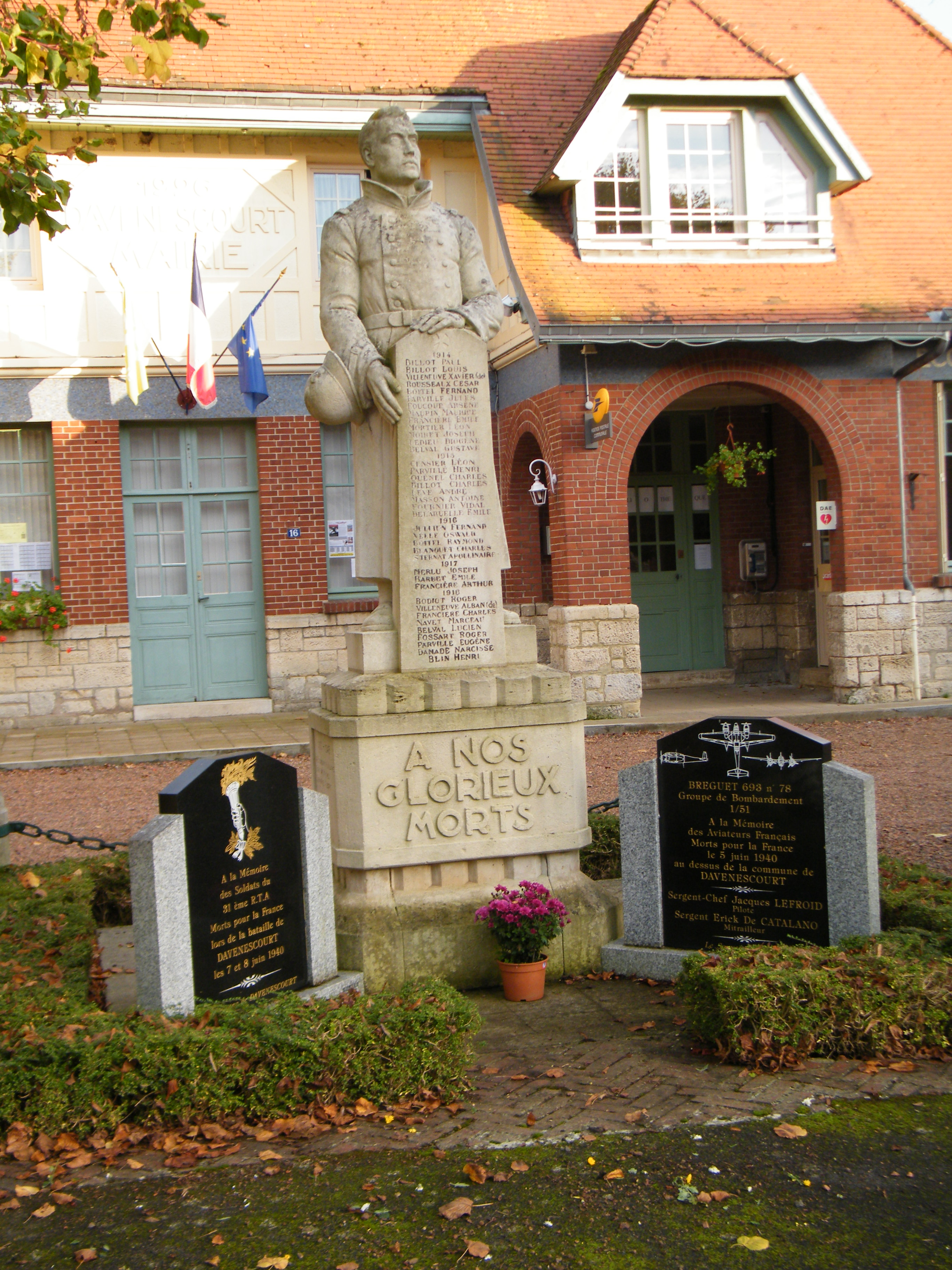
Monument aux morts.

### Personnalités liées à la commune
- Gode des Préaux, épouse de Jean II de Hangest.